# 城戸川りょう
城戸川りょう（きどかわ りょう、1992年〈平成4年〉 - ）は、日本の小説家。山形県出身。東京大学経済学部卒業。

## 経歴
山形県山辺町に生まれ育ち、山辺町立山辺小学校、山辺町立山辺中学校、山形県立山形東高等学校を卒業の後、東京大学経済学部に進学し、卒業後は商社に就職。
高校時代にはフェンシング部に所属し、インターハイに出場し、個人としてベスト16入りを果たした。高校時代の同級生には、テレビ朝日のアナウンサーの田中萌がいた。
社会人になってから、山村正夫記念小説講座（現・森村誠一・山村正夫記念小説講座）に通い、仕事の傍ら小説を書き始めた。この講座には同時期に新川帆立も在籍していた。
デビュー作となった 『高宮麻綾の引継書』は、第三十一回松本清張賞の最終選考会で選考委員の森絵都の強い推しがあったが次点となった。『別冊文藝春秋』の編集長の「この小説は、今出すべきです」との言葉や、後に担当編集者となる人物の「ものすごく面白かったです。この小説を読んで、麻綾は私だと思いました」との言葉で、作家デビューを決意した。

## 作品リスト

### 小説
- 『高宮麻綾の引継書』文藝春秋、2025年3月。ISBN 978-4-16-391951-5。